# Aphysiostroma stercorarium
Aphysiostroma stercorarium är en svampart som beskrevs av Barrasa, A.T. Martínez & G. Moreno 1986. Aphysiostroma stercorarium ingår i släktet Aphysiostroma och familjen Hypocreaceae.   Inga underarter finns listade i Catalogue of Life.